# Argamasilla de Alba
Argamasilla de Alba é um município da Espanha na província de Ciudad Real, comunidade autónoma de Castilla-La Mancha, de área 396 km² com população de 7040 habitantes (2006) e densidade populacional de 17,78 hab./km².

## Demografia

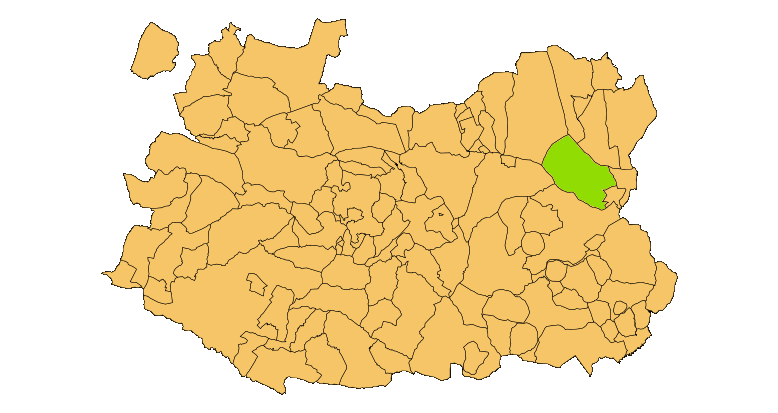
Mapa de localização

| Variação demográfica do município entre 1991 e 2004 | Variação demográfica do município entre 1991 e 2004 | Variação demográfica do município entre 1991 e 2004 | Variação demográfica do município entre 1991 e 2004 |
| --------------------------------------------------- | --------------------------------------------------- | --------------------------------------------------- | --------------------------------------------------- |
| 1991                                                | 1996                                                | 2001                                                | 2004                                                |
| 6495                                                | 6631                                                | 6717                                                | 6832                                                |

## Patrimônio
- Casa de Medrano y Cueva de Medrano
- Iglesia de San Juan Bautista
- Ermita de San Antón
- Rebotica de los «Académicos»
- Glorieta
- Casa del Bachiller Sansón Carrasco
- Pósito de La Tercia
- Pósito Real
- Canal del Gran Prior
- Castillo de Peñarroya
- Castillo de Santa María del Guadiana

## Pessoas ilustres

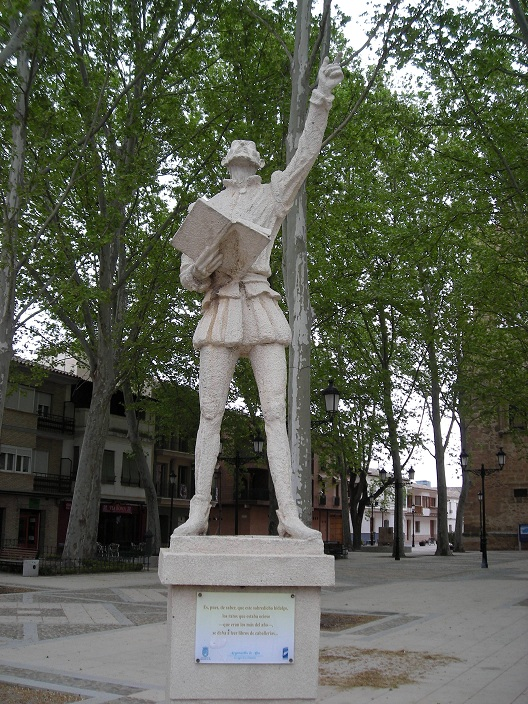
Don Quijote de la Mancha, escultura de Cayetano Hilario

Pessoas ilustres relacionadas a Argamasilla de Alba por sua atividade ou origem estão listadas abaixo:
- Cayetano Hilario Abellan[4], escultor;
- Isaac Cantón[5][6], ciclista espanhol;
- Vicente Cano[7], poeta.